# México Lindo y Querido
México lindo y querido é uma canção folclórica do México, em língua castelhana, dos estilos ranchera e mariachi. Foi escrita por Chucho Monge e popularizada por Jorge Negrete. É amplamente conhecida no mundo hispânico, como uma canção do México, e nesse país, como uma canção de orgulho patriótico e nostalgia da pátria.

## Coro
| Espanhol                                                                                      | Português |
| --------------------------------------------------------------------------------------------- | --- |
| México lindo y querido Si muero lejos de ti Que digan que estoy dormido Y que me traigan aquí | México lindo y querido Se eu morrer longe de você Deixe que falem que estou dormindo E tragam-me de volta aqui |